# Rdza malwy

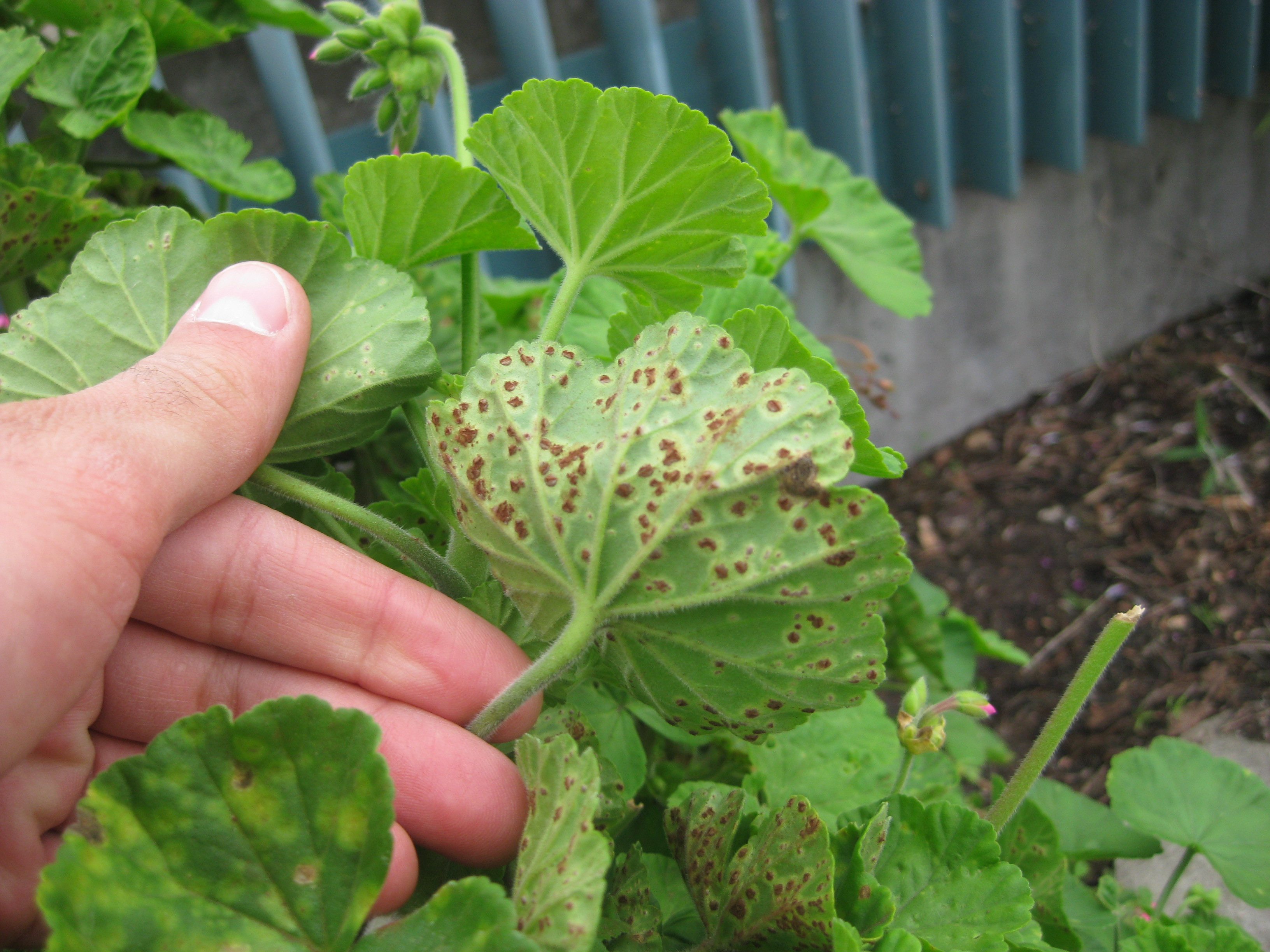
Telia na liściu ślazu

Rdza malwy, rdza ślazu (ang. rust of hollyhock) – grzybowa choroba malwy (Althaea), ślazu (Malva) i niektórych innych rodzajów roślin z rodziny ślazowatych (Malvaceae). Należy do grupy chorób zwanych rdzami, a wywołuje ją Puccinia malvacearum.

## Objawy
Choroba występuje na wielu rodzajach roślin z rodziny ślazowatych, zarówno na uprawianych, jak i dziko rosnących. Jej nasilenie i szkodliwość zależą od warunków pogodowych. Przy sprzyjającej patogenowi długotrwałej wilgotnej pogodzie uprawiane rośliny tracą walory ozdobne.
Najpierw objawy pojawiają się na liściach dolnych, później, w miarę wzrostu rośliny choroba rozprzestrzenia się w górę. Początkowo na górnej stronie liści powstają niewielkie, okrągłe, żółte plamki, które stopniowo powiększają się, osiągając średnicę do 8 mm lub nawet więcej. Mogą powstawać również na ogonkach liściowych, na łodygach i zielonych częściach kwiatów i owoców. Pod plamkami na dolnej stronie liści tworzą się czerwonobrązowe grudki i nabrzmienia. Są to telia. Powstają w nich bezpłciowe zarodniki zwane teliosporami, które po kilku dniach uwalniają się, pokrywając często całą dolną powierzchnie liści. Silnie porażone liście brunatnieją i zamierają.

## Epidemiologia
Teliospory pozostają na liściach. W sprzyjających warunkach kiełkują, wytwarzając drugi typ zarodników – płciowe bazydiospory. Przy ich dojrzewaniu grudki na liściu zmieniają barwę na białoszarą. To bazydiospory dokonują infekcji wtórnych rozprzestrzeniając chorobę. Roznoszone są przez rozpryskujące się na roślinie krople deszczu i wiatr.
Grzyb zimuje w szczątkach roślin i prawdopodobnie również w żywych tkankach roślin. Objawy pojawiają się bardzo wcześnie wiosną następnego roku, gdy warunki pogodowe są sprzyjające.
Podobnie jak wiele innych rdzy, rdza malwy ma okres utajony, gdy wystąpiła infekcja rośliny, ale objawy nie są jeszcze widoczne. W zależności od warunków środowiskowych ten ukryty okres może wynosić od kilku dni do kilku tygodni. Jest zatem możliwe, że zakupione rośliny mogą być przyczyną choroby. Rośliny uprawiane w szkółkach są często traktowane fungicydami, które mogą tłumić grzyby nie zabijając ich jednak.

## Ochrona
W zapobieganiu chorobie i jej zwalczaniu stosuje się zintegrowany system ochrony obejmujący następujące działania:
- uprawianie roślin tylko ze zdrowych sadzonek,
- uprawianie roślin w odpowiednim rozstawie i w słonecznym miejscu, by zwiększyć ich wentylację, a woda odparowywała z nich jak najszybciej,
- usuwanie i niszczenie roślin chorych,
- niszczenie roślin z rodziny ślazowatych w pobliżu, gdyż mogą one być żywicielami patogenu[5].

Jest to choroba trudna do zwalczenia. Nawet skrupulatnie wykonując wszystkie te działania nie zawsze obronimy rośliny przed nią. Zarodniki mogą być bowiem przez wiatr przenoszone na duże odległości. Niezbędne jest profilaktyczne opryskiwanie fungicydami. Używa się fungicydów zawierających chlorotalonil, siarkę, mankozeb i innych. Wszystkie działają tylko profilaktycznie – zapobiegają chorobie, ale nie są w stanie zwalczyć choroby na już porażonych roślinach. Z tego powodu stosuje się je profilaktycznie, przed pojawieniem się choroby, zwłaszcza po opadach deszczu. Należy opryskiwać głównie dolne powierzchnie liści co 7–10 dni.